# Antón Paz
Antón Paz (Madrid, 8 augustus 1976) is een Spaans zeiler.
Paz won samen met zijn landgenoot Fernando Echavarri in 2005 en 2007 de wereldtitel in de Tornado. Tijdens de Olympische Zomerspelen 2008 won Paz samen met Echavarri de gouden medaille in de Tornado.

## Belangrijkste resultaten

### Wereldkampioenschappen
| Jaar | Plaats            | Resultaten          |
| ---- | ----------------- | ------------------- |
| 1999 | Vallensbaek       | 28ste in de tornado |
| 2002 | Martha's Vineyard | 12de in de tornado  |
| 2003 | Cádiz             | 13de in de tornado  |
| 2004 | Palma de Mallorca | 4de in de tornado   |
| 2005 | La Rochelle       | in de tornado       |
| 2006 | San Isidro        | 7de in de tornado   |
| 2007 | Cascais           | in de tornado       |
| 2008 | Auckland          | 7de in de tornado   |
| 2011 | Perth             | 34ste in de 49er    |
| 2012 | Zadar             | 32ste in de 49er    |
| 2013 | Marseille         | 51ste in de 49er    |
| 2014 | Santander         | 10de in de 49er     |
| 2015 | Buenos Aires      | 13de in de 49er     |
| 2016 | Clearwater        | 16de in de 49er     |

### Olympische Zomerspelen
| Jaar | Plaats | Resultaten   |
| ---- | ------ | ------------ |
| 2004 | Athene | 8ste tornado |
| 2008 | Peking | tornado      |